# Критерий хи-квадрат
Критерий хи-квадрат — любая статистическая проверка гипотезы, в которой выборочное распределение критерия имеет распределение хи-квадрат при условии верности нулевой гипотезы. Считается, что критерий хи-квадрат — это критерий, который асимптотически верен, то есть, выборочное распределение можно сделать как угодно близким к распределению хи-квадрат путём увеличения размера выборки.
Некоторые критерии имеют распределение хи-квадрат только в приближении:
- Критерий согласия Пирсона или критерий согласия {\displaystyle \chi ^{2}}. Если критерий хи-квадрат упоминается без каких-либо модификаций или без другого исправляющего контекста, этот критерий обычно даёт посредственные результаты[источник не указан 1105 дней] (для точного теста, используемого вместо {\displaystyle \chi ^{2}}, применяется точный тест Фишера).
- Поправка Йейтса.
- Критерий Кохрена — Мантеля — Гензеля[англ.].
- Критерий Макнемара[англ.] используется в некоторых 2 × 2 таблицах для проверки связи пар.
- Критерий Тьюки.
- Критерий портманто[англ.] в анализе временных рядов, проверка на присутствие автокорреляции.
- Тесты отношения правдоподобия в общем статистическом моделировании для проверки, следует ли переходить от простой модели к более сложной (где простая модель вложена в более сложную).

В случае, когда распределение статистического критерия является в точности распределением хи-квадрат, критерий хи-квадрат является точным для конкретного значения дисперсии нормально распределённой совокупности на основе выборочной дисперсии. Такие критерии редко применяются на практике, поскольку величина дисперсии распределения обычно неизвестна.

## Для дисперсии нормально распределённой совокупности
Для выборки размера n из совокупности с нормальным распределением можно проверить, имеет ли дисперсия совокупности предопределённое значение. Например, производственный процесс может находиться в устойчивом состоянии долгое время, что позволяет оценить дисперсию достаточно точно. Предположим, что некоторая величина процесса проверяется путём небольшой выборки из n продуктов, разброс величины которых проверяется. В качестве статистического критерия T в этом случае можно использовать сумму квадратов относительно выборочного среднего, делённую на проверяемое значение дисперсии. В этом случае T имеет распределение хи-квадрат с n − 1 степенями свободы. Например, если выборка имеет размер 21, приемлемым значением для T для уровня значимости 5 % будет интервал от 9,59 до 34,17.